# Gare de Bailleul-Sir-Berthoult
Gare de Bailleul-Sir-Berthoult vasútállomás Franciaországban, Bailleul-Sir-Berthoult településen.

## Vasútvonalak
Az állomást az alábbi vasútvonalak érintik:
- Arras–Dunkirk-vasútvonal

## Kapcsolódó állomások
A vasútállomáshoz az alábbi állomások vannak a legközelebb:
- Gare d’Arras
- Gare de Farbus